# Leon Laskowski (oficer)
Leon Laskowski herbu Korab (zm. 5 grudnia 1896 w Lisku) – podpułkownik kawalerii C. K. Armii, urzędnik pocztowy.

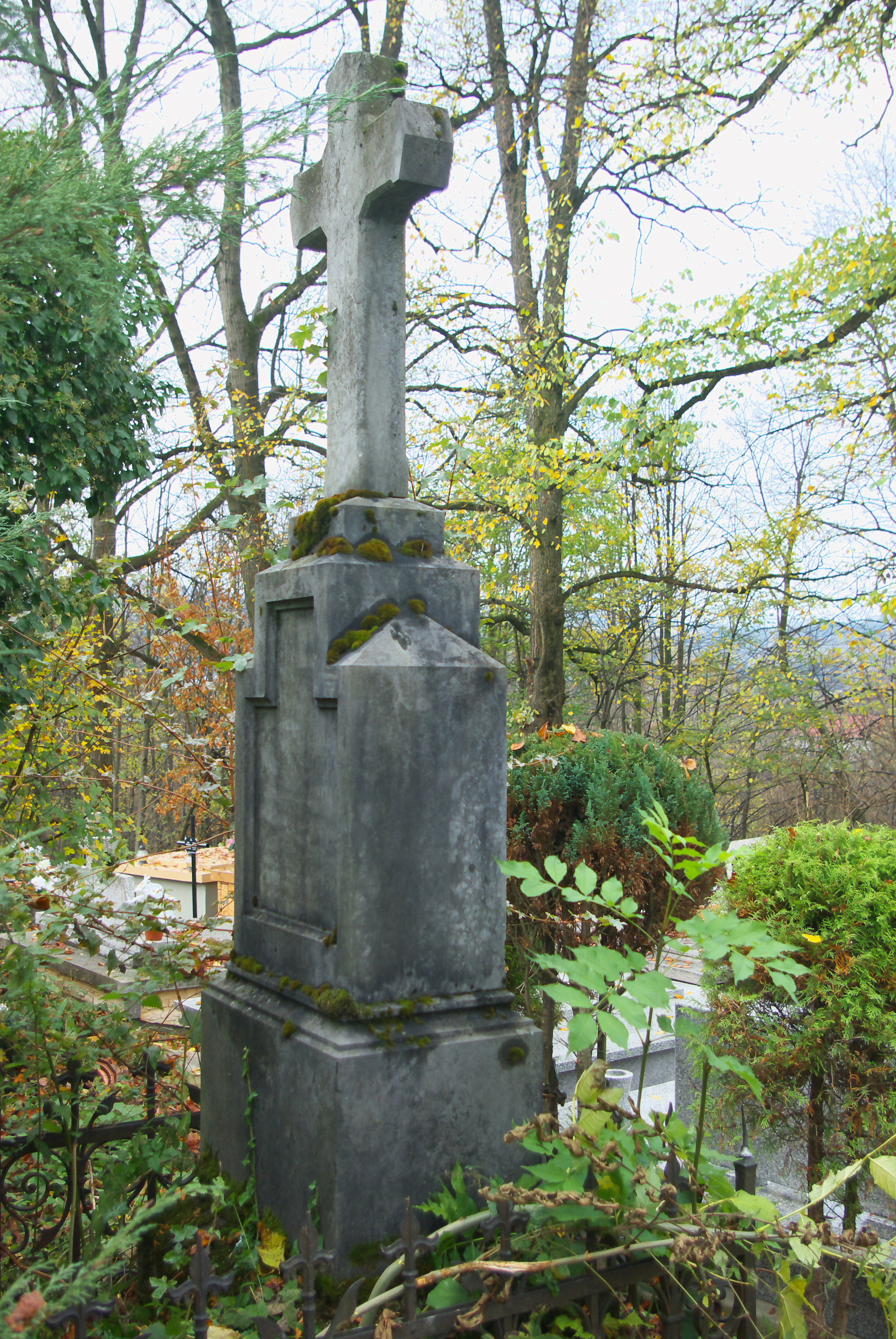
Nagrobek Leona Laskowskiego

## Życiorys
Został zawodowym wojskowym Armii Cesarstwa Austriackiego. W szeregach 6 pułku huzarów od około 1851 był podporucznikiem 1 klasy, od około 1854 nadporucznikiem, a od około 1859 do około 1860 rotmistrzem 2 klasy. Następnie w tym stopniu od około 1860/1861 służył w 12 pułku huzarów, od około 1866/1867 stacjonującego w Rzeszowie. Około 1867 został awansowany na stopień rotmistrza 1 klasy ze starszeństwem z dniem 1 lipca 1859 i orientacyjnie od tego czasu tj. utworzenia C. K. Armii służył w austro-węgierskim 12 pułku huzarów. Około 1870/1871 był słuchaczem 2 Centralnego Kursu Kawalerii w Wiedniu. Został awansowany na stopień majora kawalerii z dniem 1 listopada 1873. Nadal służył w 12 pułku, od około 1874 ze sztabem w Wiedniu. Został awansowany na stopień podpułkownika kawalerii z dniem 1 listopada 1876. Około 1877/1878 był oficerem 11 Galicyjskiego pułku ułanów w Żółkwi. Według późniejszej publikacji prasowej do końca życia był emerytowanym majorem 11 pułku ułanów i podpułkownikiem ad honores.
18 stycznia 1866 został mianowany c. k. podkomorzym (względnie szambelanem) Jego Ces. Kr. Apost. Mości (przyrzeczenie złożył 1 lutego 1866). Od około 1884 do końca życia jako poczmistrz zawiadywał urzędem pocztowo-telegraficznym (nieeralialnym) w Lisku. Pełnił funkcję asesora gminy Lisko. Był członkiem wspierającym ochotniczą straż pożarną w Lisku.
Zmarł nagle 5 grudnia 1896 w Lisku. Został pochowany na cmentarzu w Lesku 7 grudnia 1896. Był mężem i ojcem.